# Wolfgang Petersen
Wolfgang Petersen (14. března 1941 Emden – 12. srpna 2022 Brentwood) byl německý filmový režisér a scenárista. Jeho raný snímek Die Konsequenz je považován za klasické dílo německé nové vlny (Neuer Deutscher Film). Nekonečný příběh z roku 1984 byl mezníkem ve vývoji žánru evropské filmové fantasy. Později se prosadil v Hollywoodu jako tvůrce akčních trháků a blockbusterů.

## Filmografie (výběr)
- 2006 – Poseidon
- 2004 – Troja
- 2000 – Dokonalá bouře
- 1997 – Air Force One
- 1995 – Smrtící epidemie
- 1993 – S nasazením života
- 1985 – Můj nepřítel
- 1984 – Nekonečný příběh
- 1981 – Ponorka
- 1977 – Die Konsequenz